# Hymenostegia laxiflora
Hymenostegia laxiflora är en ärtväxtart som först beskrevs av George Bentham, och fick sitt nu gällande namn av Hermann August Theodor Harms. Hymenostegia laxiflora ingår i släktet Hymenostegia och familjen ärtväxter. Inga underarter finns listade i Catalogue of Life.